# Lista monumentelor istorice din județul Dâmbovița - F

Simbol utilizat pentru monumentele istorice

Lista monumentelor istorice din județul Dâmbovița - F cuprinde monumentele istorice înscrise în Patrimoniul cultural național al României și aflate în localități din județul Dâmbovița al căror nume începe cu litera F.
Lista completă este menținută și actualizată periodic de către Ministerul Culturii, Cultelor și Patrimoniului Național din România, prin intermediul Institutului Național al Patrimoniului, ultima versiune datând din 2015. Această listă cuprinde și actualizările ulterioare, realizate prin ordin al ministrului culturii.
Puteți căuta un monument din județul Dâmbovița folosind formularul de mai jos sau puteți naviga prin toate monumentele din județ la lista monumentelor istorice din județul Dâmbovița.
| Cod LMI                              | Denumire                                                      | Localitate                    | Localizare | Datare, Creatori                          | Imagine               | Erori             |
| ------------------------------------ | ------------------------------------------------------------- | ----------------------------- | --- | ----------------------------------------- | --------------------- | ----------------- |
| DB-I-s-B-17040 (RAN: 65618.01)       | Așezare                                                       | oraș Fieni                    | „Islaz”, la 1 km NNV de localitate, pe terenul Fermei zootehnice, pe stânga râului Ialomicioara (cota 600 m)          | Epoca bronzului                           | Încarcă foto \| video | Raportează eroare |
| DB-I-s-B-17041 (RAN: 68903.01)       | Așezare                                                       | sat Fierbinți; comuna Șelaru  | „Măgura”, pe stânga râului Dâmbovița, la 0,3 km de sat și la 0,25 km V de DC Fierbinți - Șelaru 44.49166°N 25.29417°E | Neolitic                                  | Încarcă foto \| video | Raportează eroare |
| DB-I-m-B-17042                       | Așezare                                                       | sat Finta Mare; comuna Finta  | „Islaz”, la 0,2 km S de Stațiunea experimentală zootehnică, pe malul drept al Ialomiței                               | sec. VIII - X, Epoca migrațiilor          | Încarcă foto \| video | Raportează eroare |
| DB-I-s-A-17043 (RAN: 67078.01)       | Așezare                                                       | sat Frasinu; comuna Cornești  | „Tota”, la N de sat, pe dealul Frasin (cota 160,9 m)                                                                  | Latène, Cultura geto-dacică               | Încarcă foto \| video | Raportează eroare |
| DB-I-s-B-17044 (RAN: 67078.02)       | Așezare                                                       | sat Frasinu; comuna Cornești  | „Islazul bisericii”, în centrul satului, lângă biserica din localitate                                                | sec. VII, Epoca migrațiilor               | Încarcă foto \| video | Raportează eroare |
| DB-I-s-B-17045 (RAN: 67078.03)       | Situl arheologic de la Frasinu                                | sat Frasinu; comuna Cornești  | „Între ziduri”, la 2 km N de localitate, pe malul stâng al pârâului Crivăț                                            |                                           | Încarcă foto \| video | Raportează eroare |
| DB-I-m-B-17045.01 (RAN: 67078.03.02) | Ruine clădire                                                 | sat Frasinu; comuna Cornești  | „Între ziduri”, la 2 km N de localitate, pe malul stâng al pârâului Crivăț                                            | sec. XVII - XVIII, Epoca medievală târzie | Încarcă foto \| video | Raportează eroare |
| DB-I-m-B-17045.02 (RAN: 67078.03.01) | Necropolă tumulară                                            | sat Frasinu; comuna Cornești  | „Între ziduri”, la 2 km N de localitate, pe malul stâng al pârâului Crivăț                                            | Preistorie                                | Încarcă foto \| video | Raportează eroare |
| DB-II-a-B-17479                      | Ansamblul rural                                               | oraș Fieni                    | Strada Mică, nr. 1-7 și nr. 2-8 - până la limita posterioară a loturilor. Delimitare cf. PUG avizat                   | 1901 - 1950                               | Încarcă foto \| video | Raportează eroare |
| DB-II-m-B-17480                      | Întreprinderea „Steaua Electrică”, azi S.C.                   | oraș Fieni                    | Str. Gării 2 | 1937                                      | Încarcă foto \| video | Raportează eroare |
| DB-II-m-B-17482                      | Primăria                                                      | oraș Fieni                    | Str. Rainu Aurel 67                                                                                                   | 1937                                      | Încarcă foto \| video | Raportează eroare |
| DB-II-m-B-17483                      | Școala                                                        | oraș Fieni                    | Str. Rainu Aurel 84                                                                                                   | 1912                                      | Încarcă foto \| video | Raportează eroare |
| DB-II-m-B-17484 (RAN: 65618.02)      | Biserica „Sf. Nicolae”, „Cuvioasa Paraschiva”, „Sf. Dimitrie” | oraș Fieni                    | Str. Sf. Nicolae 6 | 1804                                      | Încarcă foto \| video | Raportează eroare |
| DB-II-m-B-17485                      | Biserica „Sf. Cuvioasa Paraschiva”                            | sat Fierbinți; comuna Șelaru  | | 1866                                      | Încarcă foto \| video | Raportează eroare |
| DB-II-m-B-17486 (RAN: 67489.02)      | Biserica „Sf. Nicolae”                                        | sat Finta Mare; comuna Finta  | Str. Principală 64 B                                                                                                  | 1721, rep. 1851                           | Încarcă foto \| video | Raportează eroare |
| DB-II-m-B-17487                      | Primăria veche                                                | sat Finta Mare; comuna Finta  | | 1910                                      | Încarcă foto \| video | Raportează eroare |
| DB-II-a-B-17488                      | Ansamblul Conacului Hulea                                     | sat Finta Mare; comuna Finta  | Str, Principală 76 44.78961°N 25.79361°E                                                                              | sf. sec. XIX                              | Încarcă foto \| video | Raportează eroare |
| DB-II-m-B-17488.01                   | Conacul Hulea                                                 | sat Finta Mare; comuna Finta  | Str. Principală 76 | sf. sec. XIX                              | Încarcă foto \| video | Raportează eroare |
| DB-II-m-B-17488.02                   | Moara de făină a Conacului Hulea                              | sat Finta Mare; comuna Finta  | Str. Morii 103B | sf. sec. XIX                              | Încarcă foto \| video | Raportează eroare |
| DB-II-m-A-17489                      | Biserica de lemn Frasin Deal - Copăcei                        | sat Frasin Deal; comuna Cobia | În cimitir | 1805                                      | Încarcă foto \| video | Raportează eroare |
| DB-II-m-A-17490                      | Biserica „Sf. Arhangheli” - Șerbești                          | sat Frasin Deal; comuna Cobia | | 1828                                      | Încarcă foto \| video | Raportează eroare |
| DB-II-m-A-17491 (RAN: 66660.01)      | Biserica de lemn „Cuvioasa Paraschiva”                        | sat Frasin Vale; comuna Cobia | | 1746                                      | Încarcă foto \| video | Raportează eroare |
| DB-II-m-B-17492                      | Biserica „Sf. Haralambie”, „Adormirea Maicii Domnului”        | sat Frasinu; comuna Cornești  | | 1832                                      | Încarcă foto \| video | Raportează eroare |
| DB-IV-m-A-17818                      | Cruce de piatră                                               | oraș Fieni                    | Str. Biserica „Sf. Nicolae” 6, în curtea bisericii vechi                                                              | 1660                                      | Încarcă foto \| video | Raportează eroare |